# Hunerico
Hunerico ou Unerico (c. 420 – Cartago, 23 de dezembro de 484) foi rei dos vândalos e alanos entre 477 e 484, filho e sucessor de Genserico. Ainda príncipe, casa pela primeira vez (antes de 451) com uma princesa visigoda, filha do rei Teodorico I, que será pouco depois devolvida à Gália com o nariz cortado e o rosto grosseiramente mutilado. Em 455, ou pouco depois, desposa pela força a princesa Eudócia, filha do imperador Valentiniano III, que tinha sido levada como refém a Cartago e mantida durante sete anos como prisioneira de Genserico, a quem repudiará no ano 472. Desta união nascerá o futuro rei Hilderico.
Em janeiro de 477, Genserico morre octogenário depois de um reinado de meio século. logo que Hunerico acessa ao trono, faz assassinar ou executar a dois de seus irmãos ainda vivos, Teuderico e Teoderico, assim como as suas esposas e filhos.
Em que pese sua fé ariana, ao começo de seu reinado se mostrou tolerante com os cristãos ortodoxos, perseguindo ao invés disso aos seguidores do maniqueísmo que se instalaram com pujança no norte da África. A pedido do imperador Zenão chega a permitir em 481 a eleição de um novo bispo de Cartago não ariano, vinte e quatro anos depois da supressão do bispado por Genserico. Em 483, entretanto, proíbe novamente a sé de Cartago e desterra o bispo Eugênio ao sul da Tunísia. Sua política religiosa foi contraditória até o ponto de que, depois de ter permitido em 1 de fevereiro de 484 um encontro entre bispos arianos e ortodoxos, em 24 de fevereiro do mesmo ano promulga um decreto pelo que se declara estes últimos hereges em caso de não abraçar a doutrina ariana. Numerosos clérigos partem para exílio, enquanto que outros são confinados no sul de seu reino, torturados ou mortos na fogueira.
No relativo à política externa, conseguiu manter o controle vândalo sobre as ilhas do Mediterrâneo Ocidental, fortalecendo sua armada. No interior da África, em troca, os berberes iniciaram suas conquistas em território argelino, criando aos vândalos grandes problemas logísticos por causa dos contínuos ataques que atrapalhavam a comunicação entre seus assentamentos de Cartago e Tânger.
Alcançado pela peste a finais do ano 484 (um castigo divino, segundo os não arianos), morreu em 23 de dezembro do mesmo ano, sendo sucedido por seu sobrinho Guntamundo.